# フランス、幸せのメソッド
『フランス、幸せのメソッド』（フランス しあわせのメソッド、Ma part du gâteau）は、2011年のフランスのコメディ映画。
監督はセドリック・クラピッシュ、出演はカリン・ヴィアールとジル・ルルーシュなど。
ヨーロッパの格差社会を背景に、腕利き金融トレーダーとシングルマザーの家政婦との心の交流を通して本当の幸せは何かを描いている。
日本では劇場未公開だが、2012年6月15日からDVDレンタルを開始し、8月2日にDVDが発売された。

## ストーリー
ダンケルクで3人の娘と暮らすシングルマザーのフランスは、20年働いた工場が突如閉鎖されたショックで服薬自殺を図るが、未遂に終わる。一命を取り留めた彼女は、娘達を妹夫婦に預け、かつての仕事仲間のアドバイスを得ながら、パリで家政婦として働くことにする。そこで彼女を雇ったのは、独身男性のステファンであった。彼は腕利きの金融トレーダーだが人の気持ちを考えない身勝手な性格で、彼女は呆れ果てる。その最中、ステファンと元妻の電話を聞いたフランスが女性の心理についてアドバイスしたところ、気に入られてしまう。
ある朝、ステファンの元妻メロディが彼の家を訪ねるが、2人の息子アルバンを押し付け、そのままタイへ行ってしまう。子供の扱いに慣れていないステファンは、フランスに泊まり込みで働いてもらうよう頼み込む。フランスは娘達を気にして躊躇うが、高給を提示され引き受けることにする。子育てに慣れているフランスはアルバンともすぐに打ち解け、またステファンが今の成功に空しさを感じていることを知り、同情からステファンとも親しくなっていく。
メロディの帰国が近付いたある日、ステファンはフランスとアルバンを連れ、ロンドン旅行に行く。フランスは豪華な車やホテルに心が浮き、ステファンの仕事仲間との夕食会にも同行させてもらう。2人は急接近し、関係を持つまでに至る。翌朝も幸せに浸るフランスであったが、そこでかつての勤務先が潰れたのはステファンらトレーダーによる空売りが原因であったことを、悪びれる様子もないステファンに告げられる。更に、彼が友人との電話で「家政婦と寝た」と軽々しく話しているのを聞いてしまう。
悲しみに暮れたフランスはアルバンと公園へ散歩に行くが、長女からの電話で涙を抑えきれず感情的になり、そのままアルバンを見失ってしまう。我に返ったフランスはホテルにいるステファンに慌てて連絡するが、すぐにアルバンを見つけ出す。するとフランスはステファンへの復讐を思い付く。それは、アルバンを人質にして、ステファンに自分が潰した工場のあるダンケルクへ来させるというものだった。長女の彼氏の車でダンケルクへ行く道中、フランスはステファンへの電話で、アルバンを返す条件として「警察に『見つかった』と連絡を入れる」「ダンケルクに来る」ことを提示する。ステファンと合流したメロディはこれを拒否するが、ステファンはこれを受け入れ、ダンケルクへ向かう。
その晩、フランスは娘がダンスを披露するステージを見ていたが、待ち伏せていた警察により誘拐の罪で逮捕され、アルバンはそこへ来たステファンに引き渡される。フランスが連行されるのを見た町の人々は、護送車を取り囲んで発進を阻止する。その傍らでフランスの長女はステファンが工場を潰した張本人であると叫び、これを聞いたかつてのフランスの同僚は、ステファンを殴りつける。暴動のようになった外を見たフランスは、護送車の中で笑みをこぼしていた。

## キャスト
括弧内は日本語吹替
- フランス: カリン・ヴィアール（浅野まゆみ） - 3人の娘を持つシングルマザー。42歳。
- ステファン（スティーブ）: ジル・ルルーシュ（星野貴紀） - 成功した金融トレーダー。35歳。
- ジョジィ: オドレイ・ラミー（仲村かおり） - フランスの妹。
- JP: ジャン＝ピエール・マルタンス（佳月大人） - ジョジィの夫。
- ニック: ケヴィン・ビショップ（倉富亮） - スティーブの部下。やり手。
- メロディ: ラファエル・ゴダン - スティーブの別れた妻。
- フランスの父: フレッド・ユリス
- テッサ: マリーヌ・ヴァクト - スティーブがロンドンで出会って口説いたモデル。
- アーメド: ジヌディーヌ・スアレム - 職業訓練の会社を経営。

## 作品の評価
アロシネによれば、フランスの30のメディアによる評価の平均点は5点満点中2.7点となっている。
Rotten Tomatoesによれば、14件の評論のうち高評価は50%にあたる7件で、平均点は10点満点中5.3点となっている。